# Prolapso del cordón umbilical
El prolapso del cordón umbilical tiene lugar cuando, durante el parto, el cordón umbilical sale del útero durante o antes de la presentación del bebé. El problema principal que plantea es que la presión sobre el cordón puede comprometer el flujo de sangre al bebé.
El mayor factor de riesgo es haber tenido más de dos hijos anteriores con el bebé actual en una posición anormal dentro del útero. Otros riesgos incluyen un bebé prematuro o pequeño, un embarazo gemelar y demasiado líquido amniótico. Es controversial el si la ruptura médica del saco amniótico es un riesgo o no. El diagnóstico debe sospecharse si hay una disminución repentina en la frecuencia cardíaca de los bebés durante el parto. Ver o sentir el cordón confirma el diagnóstico.
La gestión se centra en el parto rápido, generalmente por cesárea. Se recomienda llenar la vejiga o empujar al bebé con la mano hasta que esto ocurra. Se puede usar la posición de rodilla-pecho, o si esto no es posible, la posición de Trendelenburg. Con el manejo adecuado, se obtienen buenos resultados en la mayor parte de los casos.
El prolapso del cordón umbilical ocurre en aproximadamente 1 de cada 500 embarazos y se considera una emergencia.  El riesgo de muerte del bebé es de alrededor del 10%.  Sin embargo, gran parte de este riesgo se debe a anomalías congénitas o prematurez.

## Signos y síntomas
El primer signo de prolapso del cordón umbilical suele ser una disminución repentina y grave de la frecuencia cardíaca fetal que no se resuelve de inmediato. En un monitoreo del corazón fetal, esto usualmente se vería como una desaceleración variable de moderada a severa. En ocasiones, se puede ver o sentir el cordón umbilical en el examen vaginal, sobre todo cuando existe un prolapso manifiesto del cordón.

## Factores de riesgo
Los factores de riesgo asociados con el prolapso del cordón umbilical tienden a dificultar que el feto se coloque adecuadamente y llene apropiadamente la pelvis materna o se relacionan con anomalías del cordón umbilical. Las dos categorías principales de factores de riesgo son espontáneas e iatrogénicas (aquellas que resultan de la intervención médica). 
- Factores espontáneos: 
  - mala representación fetal:[5] la posición fetal anormal tiende a producir espacio debajo del feto en la pelvis materna, que luego puede ser ocupado por el cordón umbilical.
  - polihidramnios, o una cantidad anormalmente alta de líquido amniótico[5]
  - prematurez: probablemente relacionada con una mayor probabilidad de presentación incorrecta y polihidramnios relativa.[5]
  - bajo peso al nacer:[6] en general se describe como <2500 g al nacer, aunque algunos estudios usan <1500 g. La causa es probablemente similar a la de la prematurez.
  - gestación múltiple, o estar embarazada con más de un feto en un momento dado:[6] más probable que ocurra en el feto que no nace primero.
  - ruptura espontánea de membranas:[7] aproximadamente la mitad de los prolapsos se producen dentro de los 5 minutos posteriores a la rotura de la membrana, dos tercios en 1 hora, 95% en 24 horas.
- Factores asociados al tratamiento:
  - ruptura artificial de membranas[8]
  - colocación de monitores internos (por ejemplo, electrodo interno en el cuero cabelludo o catéter de presión intrauterino)[8]
  - rotación manual de la cabeza fetal[8]

## Diagnóstico
El prolapso del cordón umbilical siempre debe considerarse una posibilidad cuando hay una disminución repentina de la frecuencia cardíaca fetal o desaceleraciones variables, particularmente después de la ruptura de las membranas. Con un prolapso manifiesto, el diagnóstico puede confirmarse si se puede palpar el cordón umbilical en un examen vaginal. Sin prolapso manifiesto, el diagnóstico solo se puede confirmar después de una cesárea, aunque incluso en este caso no siempre será evidente al momento del procedimiento.

### Clasificación
Hay tres tipos de prolapso umbilical que pueden ocurrir:
- prolapso del cordón umbilical: descenso del cordón umbilical más allá de la parte fetal que se presenta. En este caso, el cordón pasa a través del cuello uterino y entra o va más allá de la vagina. El prolapso excesivo del cordón umbilical requiere de la rotura de las membranas. Este es el tipo más común de prolapso del cordón.
- prolapso umbilical oculto: descenso del cordón umbilical a lo largo de la parte fetal presentada, pero que no ha avanzado más allá de la parte fetal presentada. El prolapso umbilical oculto puede ocurrir tanto con membranas intactas como con rotas.
- presentación fúnica (cordón): presencia del cordón umbilical entre la parte fetal que se presenta y las membranas fetales. En este caso, el cordón no ha pasado de la abertura del cuello uterino. En la presentación fúnica, las membranas aún no están rotas.

## Manejo

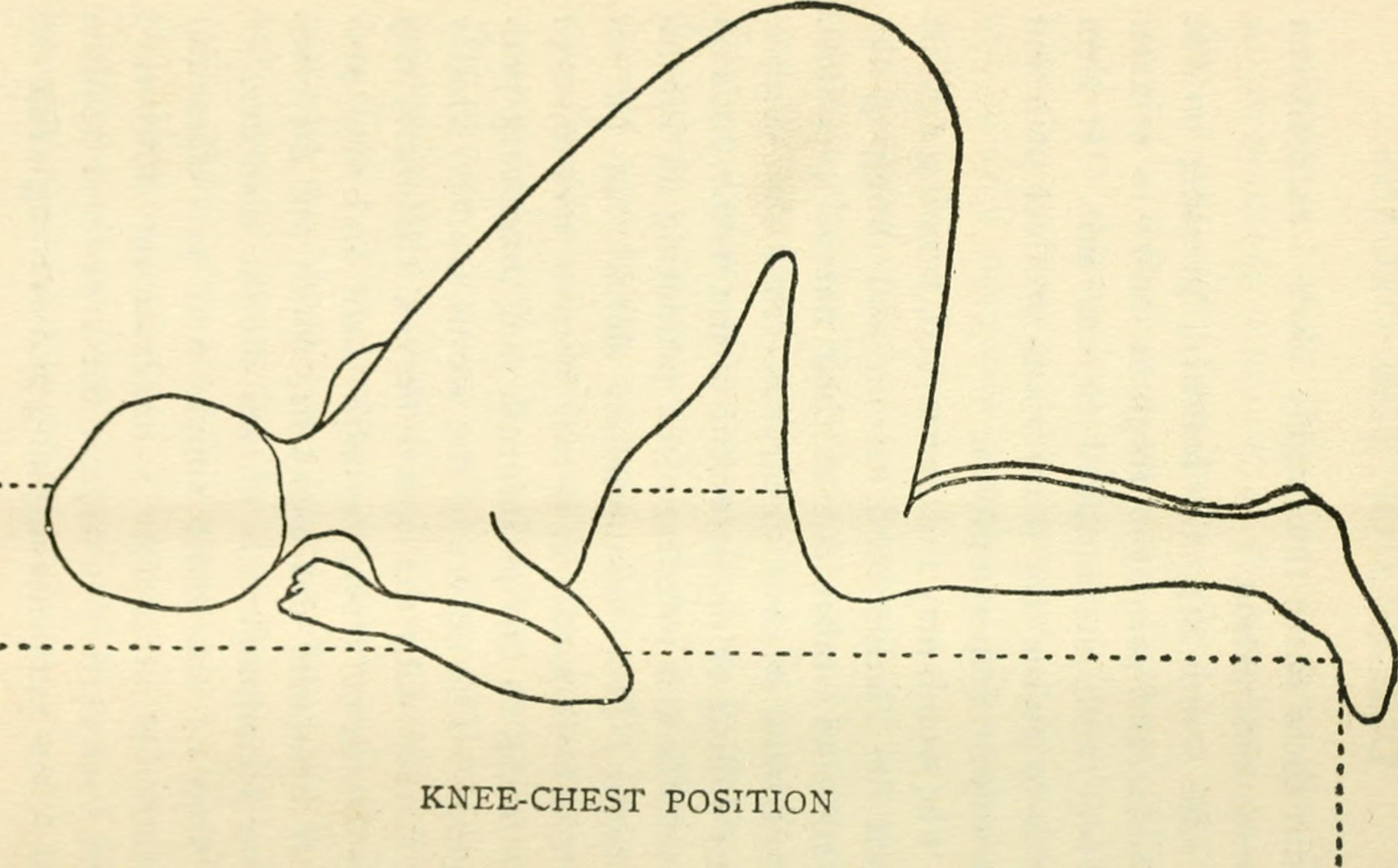
La posición pecho-rodilla generalmente es recomendada

El estándar de oro para el tratamiento del prolapso del cordón umbilical en el contexto de un embarazo viable generalmente implica el parto inmediato por la ruta más rápida y segura posible. Esto generalmente requiere una cesárea, especialmente si la mujer está en trabajo de parto temprano. En ocasiones, se intentará el parto vaginal si el juicio clínico determina que es el método más seguro o más rápido.
Otras intervenciones durante el manejo del prolapso del cordón se utilizan generalmente para disminuir la posibilidad de complicaciones mientras se realizan los preparativos para el parto. Estas intervenciones se centran en reducir la presión sobre el cordón para evitar complicaciones fetales por la compresión del mismo. Las siguientes maniobras se encuentran entre las utilizadas en la práctica clínica: 
- elevación manual de la parte fetal presentada[7][10]
- reposicionamiento de la madre para que quede con la cabeza abajo y con los pies elevados.
- llene de la vejiga con un catéter de foley para elevar la parte fetal presentada[9]
- se ha propuesto el uso de tocolíticos (medicamentos para suprimir el trabajo de parto), generalmente además del llene de la vejiga en lugar de una intervención independiente[11]

Si la madre está lejos del proceso de parto, se ha intentado una reducción fúnica (volver a colocar manualmente el cordón en la cavidad uterina), para lo cual se han informado casos exitosos.

## Resultados
La principal preocupación con el prolapso del cordón umbilical es el suministro inadecuado de sangre y, por lo tanto del oxígeno, al feto si el cordón se comprime.  El cordón puede comprimirse debido a la presión mecánica (generalmente de la parte fetal que se presenta) o por una contracción repentina de los vasos debido a la disminución de las temperaturas en la vagina en comparación con el útero. Esto puede llevar a la muerte del feto u otras complicaciones. 
Históricamente, la tasa de muerte fetal en el contexto del prolapso del cordón umbilical ha sido tan alta como 40%. Sin embargo, estas estimaciones se produjeron en el contexto de nacimientos en el hogar o fuera del hospital. Cuando se consideran los prolapsos de cordón que se han producido en el trabajo de parto y el parto, la tasa se reduce al 0-3%, aunque la tasa de mortalidad sigue siendo más alta que en los fetos sin prolapso de cordón. La reducción de la mortalidad por partos hospitalarios se debe probablemente a la disponibilidad de cesárea inmediata. 
Se han estudiado muchos otros resultados fetales, incluido el puntaje de Apgar (una evaluación rápida del estado de salud de un recién nacido) a los 5 minutos y la duración de la hospitalización después del parto. Si bien ambas medidas son peores para los recién nacidos con posterioridad al prolapso del cordón umbilical, no está claro qué efecto tendrá esto a largo plazo. Estudios relativamente grandes que intentaron cuantificar los efectos a largo plazo del prolapso del cordón umbilical en niños encontraron que menos del 1% (1 en 120 estudiados) sufrieron una importante discapacidad neurológica y menos del 1% (110 en 16.675) habían sido diagnosticados con parálisis cerebral.

## Epidemiología
Las tasas de prolapso del cordón umbilical varían entre el 0,1 y 0,6% de todos los embarazos. Esta tasa se ha mantenido estable en el tiempo. Un estudio reciente estima que el 77% de los prolapsos de cordón ocurre en embarazos únicos (donde solo hay un feto).  En los embarazos de gemelos, los prolapsos de cordón ocurren con mayor frecuencia en el segundo gemelo que va a nacer, con un 9% en el primer gemelo y un 14% en el segundo gemelo.